# Estônia nos Jogos Olímpicos de Inverno de 2006
A Estônia mandou 28 competidores para os Jogos Olímpicos de Inverno de 2006, em Turim, na Itália. A delegação conquistou três medalhas de ouro, todas no esqui cross-country.

## Medalhas
| Atleta          | Esporte             | Evento                         | Medalha |
| --------------- | ------------------- | ------------------------------ | ------- |
| Andrus Veerpalu | Esqui cross-country | Clássico masculino             | Ouro    |
| Kristina Šmigun | Esqui cross-country | Perseguição combinada feminina | Ouro    |
| Kristina Šmigun | Esqui cross-country | Clássico feminino              | Ouro    |

## Desempenho

### Biatlo
| Atletas                                                    | Evento                | Final     | Final | Final |
| Atletas                                                    | Evento                | Tempo     | Pen.  | Pos.  |
| ---------------------------------------------------------- | --------------------- | --------- | ----- | ----- |
| Dimitri Borovik                                            | Velocidade masculino  | 30:31.6   | 4     | 75    |
| Dimitri Borovik                                            | Individual masculino  | 1:03:25.8 | 5     | 71    |
| Roland Lessing                                             | Velocidade masculino  | 29:30.7   | 2     | 59    |
| Roland Lessing                                             | Perseguição masculino | 41:53.47  | 6     | 51    |
| Roland Lessing                                             | Individual masculino  | 1:02:31.2 | 5     | 62    |
| Janno Prants                                               | Velocidade masculino  | 30:41.0   | 2     | 76    |
| Eveli Saue                                                 | Velocidade feminino   | 24:55.4   | 1     | 47    |
| Eveli Saue                                                 | Perseguição feminino  | +1 volta  | 7     | -     |
| Eveli Saue                                                 | Velocidade feminino   | 1:00:53.6 | 5     | 73    |
| Indrek Tobreluts                                           | Velocidade masculino  | 28:47.5   | 1     | 41    |
| Indrek Tobreluts                                           | Perseguição masculino | 40:25.80  | 4     | 43    |
| Indrek Tobreluts                                           | Individual masculino  | 1:02:43.6 | 5     | 66    |
| Priit Viks                                                 | Individual masculino  | 1:04:08.1 | 5     | 75    |
| Dimitri Borovik Indrek Tobreluts Roland Lessing Priit Viks | Revezamento masculino | 1:04:08.1 | 5     | 75    |

### Combinado nórdico
| Tambet Pikkor | Velocidade           | 95.9   | 38 | 1:59 | 20:14.1 +1:45.1 | 34 |
| Tambet Pikkor | Individual Gundersen | 1:88.5 | 42 | 4:56 | 44:39.9 +4:55.3 | 33 |

### Esqui alpino
| Atletas       | Evento                   | Final      | Final      | Final      | Final   | Final |
| Atletas       | Evento                   | 1ª Corrida | 2ª Corrida | 3ª Corrida | Total   | Pos.  |
| ------------- | ------------------------ | ---------- | ---------- | ---------- | ------- | ----- |
| Tiiu Nurmberg | Slalom gigante feminino  | 1:08.39    | 1:16.70    |            | 2:58.09 | 34    |
| Tiiu Nurmberg | Slalom feminino          | 48.77      | 54.21      |            | 1:42.98 | 44    |
| Deyvid Oprja  | Slalom gigante masculino | 1:40.49    | DNF        |            | DNF     | 45    |
| Deyvid Oprja  | Slalom masculino         | DNS        | DNS        | DNS        | DNS     | DNS   |

### Esqui cross-country
| Atleta                                                   | Evento                           | Preliminares | Preliminares | Quartas     | Quartas     | Semifinal   | Semifinal   | Final          | Final           |
| Atleta                                                   | Evento                           | Total        | Pos.         | Total       | Pos.        | Total       | Pos.        | Total          | Pos.            |
| -------------------------------------------------------- | -------------------------------- | ------------ | ------------ | ----------- | ----------- | ----------- | ----------- | -------------- | --------------- |
| Kaspar Kokk                                              | Clássico masculino               |              |              |             |             |             |             | 40:51.7        | 35              |
| Kaspar Kokk                                              | Perseguição combinada masculina  |              |              |             |             |             |             | 1:17:50.8      | 19              |
| Jaak Mae                                                 | Clássico masculino               |              |              |             |             |             |             | 38:35.2        | 5               |
| Priit Narusk                                             | Clássico masculino               |              |              |             |             |             |             | 41:35.8        | 45              |
| Priit Narusk                                             | Velocidade individual masculino  | 2:22.19      | 41           | Não avançou | Não avançou | Não avançou | Não avançou | Não avançou    | 41              |
| Aivar Rehemaa                                            | Perseguição combinada masculina  |              |              |             |             |             |             | 1:19:51.4      | 32              |
| Aivar Rehemaa                                            | Largada coletiva masculina       |              |              |             |             |             |             | 2:08:00.8      | 35              |
| Aivar Rehemaa                                            | Velocidade individual masculino  | 2:26.09      | 54           | Não avançou | Não avançou | Não avançou | Não avançou | Não avançou    | 54              |
| Andrus Veerpalu                                          | Clássico masculino               |              |              |             |             |             |             | 38:01.3        | Medalha de ouro |
| Anti Saarepuu                                            | Velocidade individual masculino  | 2:17.75      | 14 Q         | 2:20.7      | 2 Q         | 2:34.8      | 4           | Final B 2:27.9 | 8               |
| Kaili Sirge                                              | Velocidade individual masculino  | 2:22.42      | 47           | Não avançou | Não avançou | Não avançou | Não avançou | Não avançou    | 47              |
| Peeter Kümmel                                            | Velocidade individual masculino  | 2:21.60      | 38           | Não avançou | Não avançou | Não avançou | Não avançou | Não avançou    | 38              |
| Priit Narusk Anti Saarepuu                               | Velocidade por equipes masculino |              |              |             |             | 18:07.4     | 7           | Não avançou    | 14              |
| Aivar Rehemaa Andrus Veerpalu Jaak Mae Kaspar Kokk       | Revezamento masculino            |              |              |             |             |             |             | 1:45:23.8      | 8               |
| Tatjana Mannima                                          | Clássico feminino                |              |              |             |             |             |             | 31:46.8        | 51              |
| Tatjana Mannima                                          | Largada coletiva feminina        |              |              |             |             |             |             | 1:30:42.1      | 41              |
| Tatjana Mannima                                          | Velocidade individual feminino   | 2:20.44      | 41           | Não avançou | Não avançou | Não avançou | Não avançou | Não avançou    | 41              |
| Kaili Sirge                                              | Clássico feminino                |              |              |             |             |             |             | 32:06.6        | 56              |
| Kaili Sirge                                              | Largada coletiva feminina        |              |              |             |             |             |             | DNF            | DNF             |
| Kristina Šmigun                                          | Clássico feminino                |              |              |             |             |             |             | 27:51.4        | Medalha de ouro |
| Kristina Šmigun                                          | Perseguição combinada feminina   |              |              |             |             |             |             | 42:48.7        | Medalha de ouro |
| Kristina Šmigun                                          | Largada coletiva feminina        |              |              |             |             |             |             | 1:23:22.5      | 8               |
| Silja Suija                                              | Clássico feminino                |              |              |             |             |             |             | 31:40.9        | 49              |
| Piret Pormeister                                         | Velocidade individual feminino   | 2:24.67      | 54           | Não avançou | Não avançou | Não avançou | Não avançou | Não avançou    | 54              |
| Piret Pormeister Kaili Sirge                             | Velocidade por equipes feminino  |              |              |             |             | 19:13.6     | 8           | Não avançou    | 15              |
| Piret Pormeister Silja Suija Kaili Sirge Tatjana Mannima | Revezamento feminino             |              |              |             |             |             |             | 1:00:24.4      | 17              |

### Patinação artística
| Atleta                    | Evento              | Programa curto | Programa curto | Programa longo | Programa longo | Total       | Total |
| Atleta                    | Evento              | Pontos         | Pos.           | Pontos         | Pos.           | Pontos      | Pos.  |
| ------------------------- | ------------------- | -------------- | -------------- | -------------- | -------------- | ----------- | ----- |
| Elena Glebova             | Individual feminino | 38.47          | 28             | Não avançou    | Não avançou    | Não avançou | 28    |
| Diana Rennik Aleksei Saks | Duplas              | 39.72          | 18             | 78.41          | 15             | 118.13      | 17    |

### Salto de esqui
| Atleta       | Evento                  | Preliminares | Preliminares | Primeira rodada | Primeira rodada | Final       | Final       | Final |
| Atleta       | Evento                  | Pontos       | Pos.         | Pontos          | Pos.            | Pontos      | Total       | Pos.  |
| ------------ | ----------------------- | ------------ | ------------ | --------------- | --------------- | ----------- | ----------- | ----- |
| Jaan Jüris   | Pista normal individual | 107.0        | 32 Q         | 88.5            | 50              | Não avançou | Não avançou | 50    |
| Jaan Jüris   | Pista longa individual  | 52.5         | 48           | Não avançou     | Não avançou     | Não avançou | Não avançou | 48    |
| Jens Salumäe | Pista normal individual | 117.5        | 15 Q         | 112.0           | 32              | Não avançou | Não avançou | 32    |
| Jens Salumäe | Pista longa individual  | 80.3         | 28 Q         | 99.4            | 24 Q            | 104.4       | 203.8       | 23    |

Legenda
| Recorde mundial      | Recorde mundial (World record)               |                       | Recorde africano                      | Recorde africano (African) |                                           | Q | Classificado por posição (Qualified) |
| Recorde olímpico     | Recorde olímpico (Olympic record)            | Recorde da América    | Recorde da América (Americas)         | q                          | Classificado por melhor tempo (Qualified) |   |                                      |
| Melhor marca do ano  | Melhor marca do ano (World leading)          | Recorde asiático      | Recorde asiático (Asian)              | DNS                        | Não largou (Did not start)                |   |                                      |
| Recorde nacional     | Recorde nacional (National record)           | Recorde europeu       | Recorde europeu (European)            | DNF                        | Não terminou (Did not finish)             |   |                                      |
| Recorde pessoal      | Recorde pessoal do atleta (Personal best)    | Recorde da Oceania    | Recorde da Oceania (Oceania)          | DSQ / DQ                   | Desclassificado (Disqualified)            |   |                                      |
| Recorde da temporada | Recorde da temporada do atleta (Season best) | Recorde sul-americano | Recorde sul-americano (South America) | NM                         | Sem marca (No mark)                       |   |                                      |